# Rua da Madalena
A Rua da Madalena é um arruamento da Baixa Pombalina da cidade de Lisboa, situado na freguesia de Santa Maria Maior, e que liga a Rua da Alfândega, junto ao rio, ao Poço do Borratém, já perto da Praça da Figueira. O seu nome provém da Igreja de Santa Maria Madalena, obra do arquitecto João Paulo posterior ao terramoto de 1755. A Igreja assenta sobre as bases de outra igreja do mesmo nome existente desde 1164. Esta igreja dá o seu nome também ao Largo da Madalena, assim como à freguesia da Madalena.